# Valentino Acuña
Pour les articles homonymes, voir Acuña.
Valentino Acuña, né le 27 janvier 2006 à Rosario, est un footballeur argentin qui joue au poste de milieu offensif au Newell's Old Boys.

## Biographie

### Carrière en club
Né à Rosario en Argentine, Valentino Acuña est formé par le Newell's Old Boys, où il commence sa carrière professionnelle en championnat d'Argentine,. Il joue son premier match avec l'équipe première du club le 16 septembre 2024.

### Carrière en sélection
Valentino Acuña est international junior avec l'Argentine à partir de l'équipe des moins de 17 ans.
Début 2025, il est convoqué avec l'équipe d'Argentine des moins de 20 ans pour participer au Championnat d'Amérique du Sud des moins de 20 ans qui a lieu en janvier et février 2025,. L'Argentine termine à la deuxième place de la compétition, derrière un Brésil qu'elle avait pourtant humilié 6-0 en ouverture,, l'Argentine restant en tête du championnat jusqu'à la dernière journée, où elle s'incline 3-2 contre le Paraguay de Luca Kmet et Diego León, leur première défaite de la compétition,,.

## Palmarès
Argentine -20 ans
- Championnat d'Amérique du Sud
  - Vice-champion en 2025